# Косачёва, Анфиса Николаевна
Анфи́са Никола́евна Косачёва (род. 1 марта 1965, Кустанай, Целинный край) — российская легкоатлетка, специалистка по марафонскому бегу. Выступала на профессиональном уровне в 1996—2003 годах, чемпионка России по марафону, победительница и призёрка ряда крупных международных стартов на шоссе, участница чемпионата мира в Афинах. Представляла Новосибирскую область. Мастер спорта России.

## Биография
Анфиса Косачёва родилась 1 марта 1965 года в городе Кустанай Казахской ССР. Впоследствии постоянно проживала в Новосибирске, окончила Сибирский университет потребительской кооперации (1986).
Впервые заявила о себе в сезоне 1996 года, когда стала третьей на Белградском полумарафоне и седьмой на Сибирском международном марафоне.
В 1997 году одержала победу на Севильском марафоне и на открытом чемпионате России по марафону в Москве — при этом установила свой личный рекорд (2:35:09). Попав в основной состав российской сборной, удостоилась права защищать честь страны на чемпионате мира в Афинах — в программе марафона показала результат 2:50:29, расположившись в итоговом протоколе соревнований на 37-й строке.
В 1998 году вновь выиграла Севильский марафон, сошла с дистанции на Московском марафоне «Лужники», заняла 15-е место на Пекинском марафоне.
В 1999 году финишировала второй на Бермудском марафоне в Гамильтоне, седьмой на марафоне в Сан-Паулу, превзошла всех соперниц на Сибирском международном марафоне, была третьей на Лиссабонском марафоне.
В 2000 году стала девятой на марафоне в Сан-Диего, третьей на марафонах в Омске и Лиссабоне.
В 2001 году финишировала четвёртой на Бермудском международном марафоне в Гамильтоне и на Энсхедском марафоне.
В 2002 году выиграла бронзовую медаль на чемпионате России по марафону в Москве, была третьей на Сибирском международном марафоне, одержала победу на Тайбэйском марафоне.
В 2003 году заняла пятое место на марафоне в Нашвилле, была лучшей на Сибирском международном марафоне и на 30-километровом пробеге «Пушкин — Санкт-Петербург», показала третий результат на Бейрутском марафоне. По окончании сезона завершила спортивную карьеру.
После завершения карьеры спортсменки работала тренером в фитнес-клубе «К совершенству» в Новосибирске.